# Nick Arakgi
Nick Arakgi, (né le 9 août 1955 au Caire) est un joueur de football canadien et homme d'affaires canadien.

## Carrière
Nick Arakgi a fréquenté l'université Bishop's de 1977 à 1979. Il a brillé en basketball et en football canadien. Lors de la saison 1979, en football, il a été choisi joueur par excellence des Gaiters, a été membre de l'équipe d'étoiles du football universitaire canadien et a participé au Can-Am Bowl. En basketball, il a fait partie de l'équipe qui a représenté le Québec au championnat canadien. 
Au repêchage de 1979 de la Ligue canadienne de football, il est réclamé par les Alouettes de Montréal en tant qu'exemption territoriale. Il joue un rôle de réserviste lors de ses premières saisons, faisant ses classes comme demi inséré auprès du vétéran Peter Dalla Riva. Quand Dalla Riva prend sa retraite après la saison 1981, les Alouettes sont en faillite et doivent être relancés sous le nom des Concordes l'année suivante. Cela donne cependant à Arakgi l'occasion de se faire valoir, car la plupart des vedettes de l'équipe sont parties. Il devient le receveur numéro un de l'équipe avec 89 réceptions et est nommé sur l'équipe d'étoiles de l'Est. Son rendement diminue un peu en 1983, mais il revient en force en 1984, connaissant sa meilleure saison avec 1078 verges gagnées par la passe et 10 touchés. Il est nommé sur l'équipe d'étoiles de la LCF et est élu meilleur joueur canadien de l'année.
Malgré une légère baisse de régime en 1985, Arakgi est toujours le meilleur receveur de passes de l'équipe avec 58 réceptions. Il se blesse sérieusement au cou avant la saison 1986, qu'il manquera en entier. Lorsque l'année suivante le club montréalais, redevenu les Alouettes, déclare faillite juste avant le début de la saison, Arakgi se retrouve avec les Blue Bombers de Winnipeg lors du repêchage de dispersion. Il joue une saison à Winnipeg, à l'issue de laquelle il remporte le trophée Tom Pate pour l'esprit sportif et la contribution à la communauté. Il prend sa retraite à la fin de cette saison.

## Après sa carrière
Nick Arakgi a entrepris une carrière dans le domaine de la publicité après avoir pris sa retraite du football. Il a joint la firme CBS,, maintenant appelée Outfront Média Canada.
Il en devient vice-président et directeur-général puis président jusqu'à sa retraite en juin 2017.
Son fils Jason Arakgi joue avec les Lions de la Colombie-Britannique de 2008 à 2017.

## Trophées et honneurs
- Trophée Schenley du meilleur joueur canadien de la Ligue canadienne de football : 1984
- Trophée Tom-Pate : 1987
- Équipe d'étoiles de la division Est : 1982, 1984, 1985
- Équipe d'étoiles de la Ligue canadienne de football : 1984
- Intronisé au RBC Wall of Distinction de l'université Bishop's en 2004[1]